# 1929年5月23日月食
1929年5月23日月食为一次在协调世界时1929年5月23日出現的半影月食。該次月食半影食分為0.963、全影食分為-0.124。

## 概述
這次月食的食分是15.96。

## 基本參數
- 類型：半影月食
- 食甚資料：
  - 日期：1929年5月23日
  - 時間：12:37
  - 月球位置：赤經15.96度、赤緯-21.5度
  - 食分：半影食分：0.963、全影食分：-0.124

## 外部連結
- NASA月食專頁（页面存档备份，存于）（英文）